# Wladislaw Wladislawowitsch Schurygin

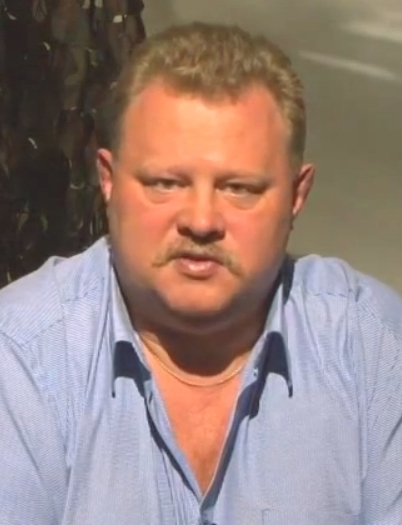
Wladislaw Schurygin (2012)

Wladislaw Wladislawowitsch Schurygin (russisch Владислав Владиславович Шурыгин; * 18. Februar 1963 in Jewpatorija, Autonome Sozialistische Sowjetrepublik der Krim, Ukrainische SSR, UdSSR) ist ein russischer Journalist und Militärpublizist. 

## Werdegang
Wladislaw Schurygin absolvierte 1984 die Höhere Militärpolitische-Schule in Lwiw. Sein akademischer Schwerpunkt war der militärisch-politische Journalismus. Im November 1993 wurde er im Rang eines Hauptmanns aus dem Militär entlassen. 
Von 1991 bis 2003 reiste Schurygin mehrmals als Korrespondent zu den verschiedenen Krisengebieten. Er berichtete unter anderem aus Bergkarabach, Südossetien, Transnistrien, Abchasien, Tadschikistan, Serbien, Tschetschenien und dem Irak.
Während der russischen Verfassungskrise 1993 stand er an der Seite der Gegner von Boris Jelzin und wurde bei der Erstürmung des Moskauer Rathauses verletzt.
Schurygin ist Chefredakteur der Moskauer Publikation Schurnalistskaja Prawda und Autor bei der nationalkommunistischen Zeitschrift Sawtra.
Im Dezember 2013 eröffnete Wladislaw Schurygin in Moskau eine Ausstellung mit dem Titel Material Evidence, die sich thematisch mit dem Bürgerkrieg in Syrien im Jahr 2011 beschäftigt.

## Mitgliedschaften
Schurygin ist Mitglied in der Nationalbolschewistischen Partei Russlands und in dem nationalistischen Think Tank Isborsk-Klub.